# オスマン・ポルトガル戦争

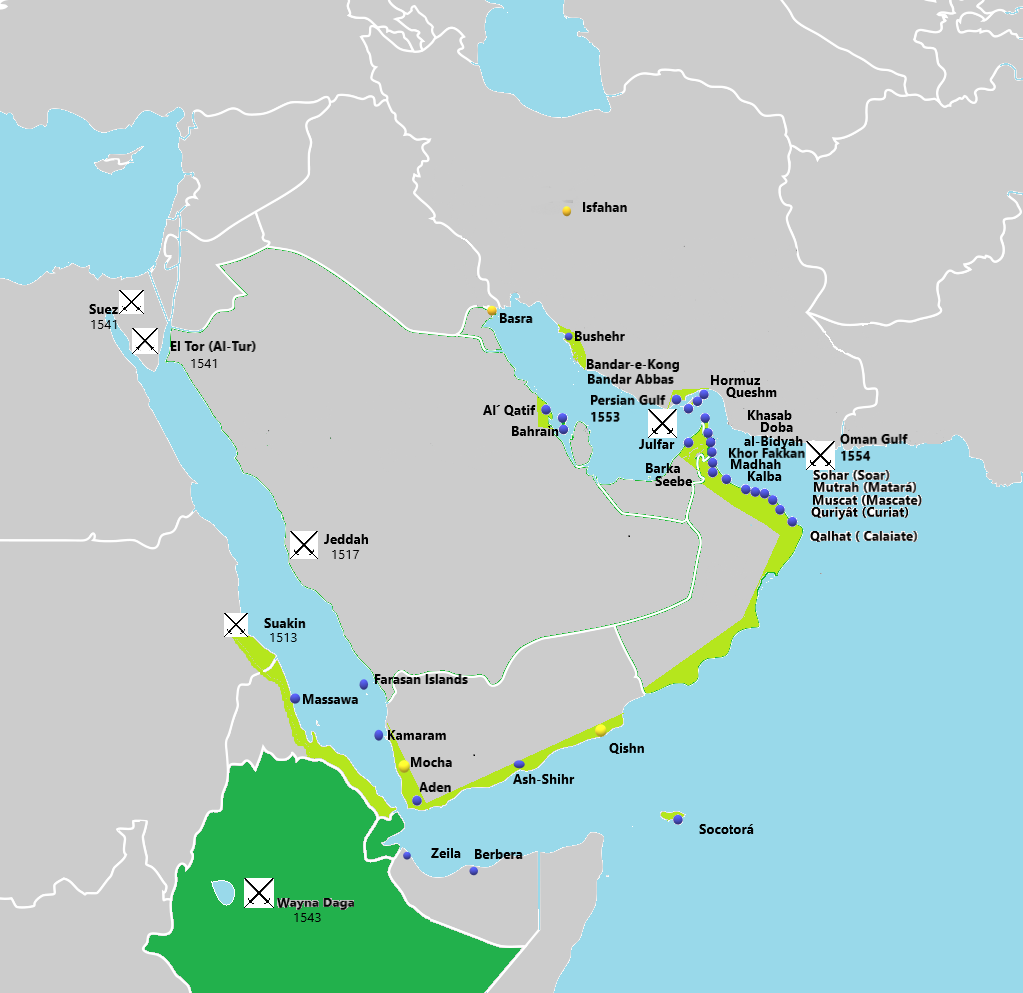
ペルシア湾と紅海のポルトガル勢力範囲。薄緑が支配地域と主要都市。濃緑が同盟関係もしくは影響下にある地域。黄色が主要交易地。

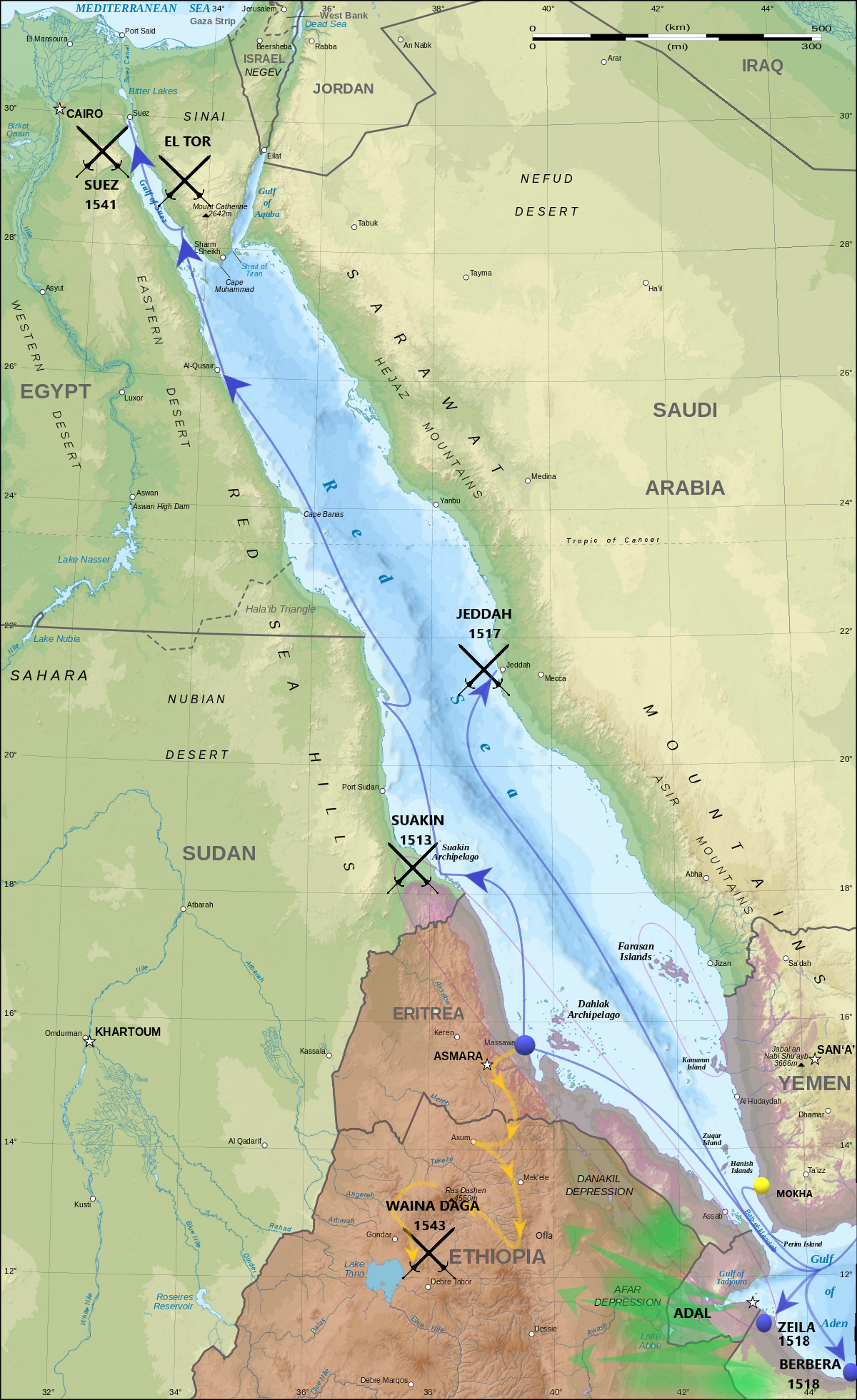
紫 16～17世紀の紅海のポルトガル勢力圏。矢印はポルトガル軍の攻勢。黄 交易地(モカ）。矢印はガマの指揮したエチオピア支援軍の進路。赤 ポルトガルの同盟または影響下にある地域。濃緑 エチオピア・アダル戦争。

オスマン・ポルトガル戦争（英語：Ottoman–Portuguese confrontations ポルトガル語：Conflitos Luso-Turcos）  は、ポルトガルとオスマン帝国の間、または他のヨーロッパ勢力とオスマン帝国の間での一連の軍事的な衝突を指す。単体で行われた会戦もあれば、戦争状態が長期間継続したケースもある。
これらの紛争のほとんどは、ポルトガル帝国の拡大の過程でインド洋で起こった。
両者は直接戦うだけでなく、場合により地域勢力間の戦争に援助する形で争う場合もあった。
例えば1538年からの抗争では、ポルトガルはソマリアのアジュラーンを攻撃する一方でオスマン帝国の遠征軍はポルトガル支配下のホルムズ王国を攻撃した。また、オスマン帝国に支援されたアダルとポルトガルに支援されたエチオピア帝国も戦いを繰り広げた。この戦争はエチオピア・アダル戦争として知られている。

## 個別の戦い
戦争全体は以下のような複数の戦いからなる。
- ポルトガルのオトラント遠征（1481年）
- ジェッダ攻囲戦 (1517年)
- エチオピア・アダル戦争（英語版）（1529年-1543年）
- ディーウ攻囲戦 (1531年)（1531年）
- チュニス征服 (1535年)
- オスマン帝国とポルトガルの紛争 (1538年–1559年)（英語版）
  - ディーウ攻囲戦 (1538年)（英語版）
  - 南アラビア遠征 (1546年)
  - バスラ征服 (1546年)（トルコ語版）
  - ディーウ包囲戦 (1546年)
  - アデン占領 (1548年)
  - ラフサ遠征 (1550年-1551年)
  - ホルムズ戦役 (1552年～1554年)
    - マスカット占領 (1552年)（英語版）
    - ホルムズ海峡の戦い (1553年)（英語版）
    - ホルムズ海戦（トルコ語版）（1554年8月9日）
    - オマーン湾の戦い（英語版）（1554年8月10日～25日）
    - マスカット海戦（トルコ語版）（1554年8月25日）
    - スーラト攻囲戦（1554年秋）

  - オスマン帝国のハベシュ征服（英語版）（1557年）
  - バーレーン攻囲戦 (1559年)
- オスマン帝国のアチェ遠征
  - マラッカ包囲戦 (1568年)
- アルカセル・キビールの戦い (1578年)
- マスカット攻囲戦 (1581年) [5]
- オスマン帝国とポルトガルの紛争 (1586年–1589年)（英語版）
- マデイラ襲撃 (1617年)[6] [7]
- マタパン海戦（英語版）（1717年）